# Johnny Pesmazóglou
Johnny Pesmazóglou (en grec moderne : Τζόνι Πεσματζόγλου / Tzónny Pesmazóglou) est un ancien pilote de rallyes grec, né le 3 avril 1914 et mort à Athènes le 21 octobre 2002, grand spécialiste du Rallye de l'Acropole. 
D'une longévité exceptionnelle, il participa à cette compétition nationale de 1952 (alors dénommée Elpa rally) à 1987, avec une interruption durant les années 1960.
En 1984, pour ses 70 ans, l'organisation de l'épreuve lui fit accomplir l'ouverture de la compétition.
Il effectua également deux courses dans l'autre grande compétition nationale, le rallye Elpa Halkidikis comptant pour le championnat européen, en 1984 et 1986.

## Palmares

### Rallye de l'Acropole
- Vainqueur en 1952 sur Chevrolet (copilote Niklos Papamichael, vainqueur comme pilote l'année suivante sur Jaguar);
- Vainqueur en 1955 sur Opel Kapitan (copilote M.Papandreou);
  - 2e en 1958 sur Chevrolet (copilote Costas Galanis);
  - 4e en 1975 sur Opel Ascona;
  - 5e en 1971 sur Opel Kadett 1.9 Rallye;
  - 11e en 1979 sur Opel Ascona;
  - 14e en 1957 sur Chevrolet.

### Titres nationaux
- Champion de Grèce (catégorie tourisme) : 1960
- Champion de Grèce (catégorie vitesse) : 1960, 1963, 1970, 1971
- Champion de Grèce (catégorie rallye) : 1968 (sur Opel Kadett 1.9 Rallye);
- Champion de Grèce (catégorie course de côte) : 1969, 1970